# Sara Forestier

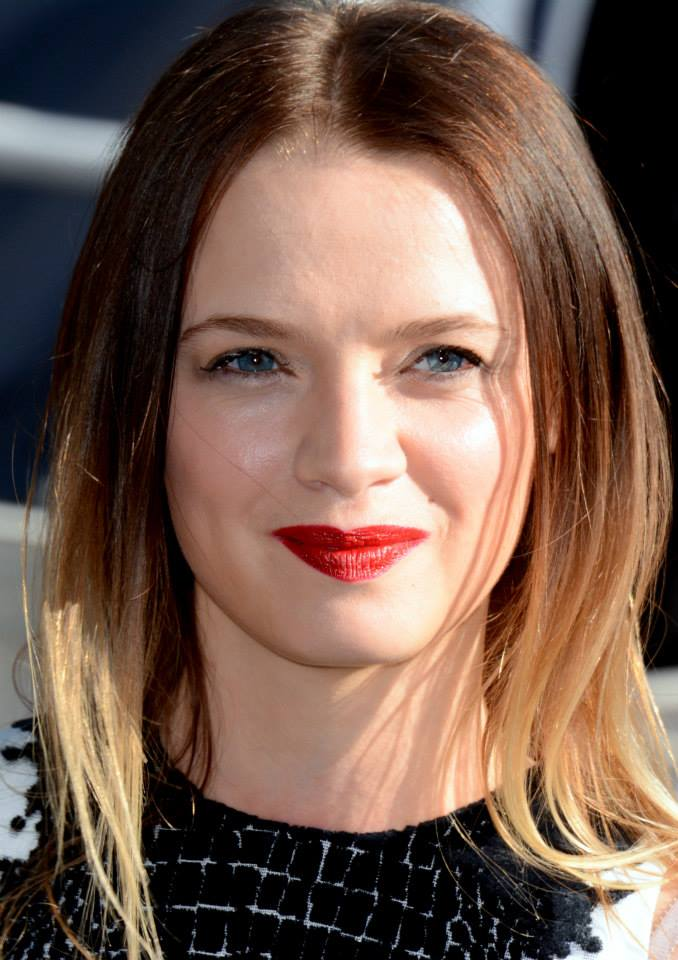
Sara Forestier

Sara Forestier (n. 4 octombrie 1986, Copenhaga, Danemarca) este o actriță franceză.

## Filmografie
- 2001 : Les Fantômes de Louba de Martine Dugowson
- 2002 : La Guerre à Paris de Yolande Zauberman
- 2003 : Quelques jours entre nous
- 2004 : L'Esquive de Abdellatif Kechiche : Lydia
- 2005 : Les Courants de Sofia Norlin (court-métrage)
- 2005 : Un fil à la patte de Michel Deville : Viviane
- 2005 : Le Courage d'aimer de Claude Lelouch : Salomé
- 2005 : Combien tu m'aimes ? de Bertrand Blier : Muguet
- 2005 : Hell de Bruno Chiche : Hell
- 2006 : Astérix et les Vikings de Stefan Fjeldmark : Abba (doublage)
- 2006 : Quelques jours en septembre de Santiago Amigorena : Orlando
- 2006 : Le Parfum, histoire d'un meurtrier de Tom Tykwer : Jeanne
- 2007 : Comme on a dit ! de Alexis Nogueras : Sara
- 2007 : Jean de La Fontaine, le défi de Daniel Vigne : Perrette
- 2007 : Chacun son cinéma, sketch Cinéma érotique de Roman Polanski : la caissière du cinéma
- 2008 : apparition dans le clip Alibi Montana feat. Diam's Loin des yeux loin du cœur
- 2008 : Sandrine nella pioggia de Tonino Zangardi : Sandrine
- 2009 : Humains de Jacques-Olivier Molon : Nadia
- 2009 : Les Herbes folles d'Alain Resnais : Élodie
- 2009 : Victor de Thomas Gilou : Alice
- 2010 : Le Nom des gens de Michel Leclerc : Bahia Benmahmoud
- 2010 : Gainsbourg, vie héroïque de Joann Sfar : France Gall